# 武装筐形蟹
武装筐形蟹（学名：Mursia armata）为馒头蟹科筐形蟹属的动物。分布于日本以及中国大陆的广西、海南岛等地，生活环境为海水，一般生活于水深50-150米处的泥沙底上。